# Байо, Шарль
Шарль Байо (фр. Charles Baïhaut; 2 апреля 1843, Париж — 26 марта 1917, там же) — французский политический и государственный деятель Третьей французской республики, министр общественных работ Франции (1886), инженер, прозаик.

## Биография
Образование получил в Политехнической школе Парижа. Работал инженером-строителем в Бордо. Будучи умеренным республиканцем, в 1877 году был избран членом Палаты депутатов Франции, переизбирался на выборах 1881, 1885 и 1889 годов. Позже присоединился к партийной группе «Республиканский союз». В 1882—1885 годах был заместителем государственного секретаря в Министерстве общественных работ, а с января по октябрь 1886 года — главой этого ведомства.
Наиболее известен участием в Панамском скандале 1892 года. Скандал развернулся вокруг оглашённых и раздутых прессой фактов коррупции высших государственных чиновников, парламентариев и журналистов, услуги которых покупались на деньги Панамской компании. Целью этих взяток было обеспечить содействие государства и прессы деятельности компании, особенно в выпуске выигрышного займа.
Руководство компании имело посредников и агентов, которые имели доступ в высшие сферы государства и секретно передавали деньги нужным людям, среди которых были бывшие и действующие министры, видные члены обеих палат парламента, другие влиятельные лица.
За участие в панамском деле и взяточничество в сумме более 300 000 франков был приговорён в 1893 году к пяти годам тюремного заключения, штрафу в 750 000 франков и возмещению полученных 375 000 франков.
Позже Байо выступил как писатель.

## Избранные публикации
- La République, c’est la paix (1875) ;
- Les Élections des sénateurs (1875) ;
- Lettre de M. Baïhaut à ses concitoyens (1876) ;
- La France vers la République (1877) ;
- La République, c’est la lumière (1879) ;
- La République vivra (1879) ;
- L’Ancien Régime (1880) ;
- La Question des chemins de fer (1882) ;
- Poésies (1885) ;
- Impressions cellulaires (1897) ;
- L’Amoureuse Foi (1898) ;
- La Vie anxieuse, vol. I, Chair à misère (1898) ;
- La Vie anxieuse, vol. II, Fini de rire (1898) ;
- L’Idée suprême de Galerius Kopf (1899).